# Florian Schötz
Florian Schötz (* 1991 in München) ist ein deutscher Violinist und Primarius des Goldmundquartetts.

## Leben
Schötz wurde in München geboren. Er studierte in Berlin, München, Nürnberg, Wien und Madrid. Zu seinen Lehrern gehören  Daniel Gaede, Günter Pichler und Gerhard Schulz.
Als Primarius des Goldmund Quartetts wurde er bei nationalen und internationalen Wettbewerben vielfach ausgezeichnet. Darunter sind Preise beim Internationalen Musikwettbewerb der ARD und bei der Wigmore Hall International String Quartett Competition. 2018 erhielt das Quartett den 1. Preis und einen Sonderpreis bei der Melbourne International Chamber Music Competition.
Mit seinem Streichquartett spielt er auf internationalen Festivals wie dem Festival Aix-en-Provence, dem Festival de Música y Danza Granada, den Ludwigsburger Schlossfestspielen, den Festspielen Mecklenburg-Vorpommern und dem Schleswig-Holstein Musikfestival.
Er gab Konzerte in Dänemark, Frankreich, Spanien, Italien, Schweiz, Kanada, USA und China.
Florian Schötz unterrichtete bereits während seines Studiums als Assistent von  Daniel Gaede an der Hochschule für Musik Nürnberg. Seit 2019 unterrichtet er an der Hochschule für Musik und Theater „Felix Mendelssohn Bartholdy“ Leipzig und seit 2021 an der Universität für Musik und darstellende Kunst Wien.
Er spielt auf der „Conte Cozio di Salabue“- Stradivari von 1727, einer Leihgabe der Nippon Music Foundation.